# Touvre

Touvre este o comună în departamentul Charente, Franța. În 1 ianuarie 2022 avea o populație de 1.146 de locuitori.